# Sierra Leone na Letnich Igrzyskach Olimpijskich 2024
Sierra Leone na Letnich Igrzyskach Olimpijskich 2024 – występ kadry sportowców reprezentujących Sierra Leone na igrzyskach olimpijskich, które odbyły się w Paryżu we Francji, w dniach 26 lipca – 11 sierpnia 2024.
Reprezentacja Sierra Leone liczyła czworo zawodników – trzy kobiety i mężczyznę, którzy wystąpili w 3 dyscyplinach.
Był to trzynasty start Sierra Leone na letnich igrzyskach olimpijskich.

## Reprezentanci

### Judo
| Zawodnik        | Konkurencja | 1/16             | 1/8              | Ćwierćfinał      | Półfinał         | Repasaże         | Finał / 3. miejsce | Finał / 3. miejsce | Źródła |
| Zawodnik        | Konkurencja | Przeciwnik Wynik | Przeciwnik Wynik | Przeciwnik Wynik | Przeciwnik Wynik | Przeciwnik Wynik | Przeciwnik Wynik   | Pozycja            | Źródła |
| --------------- | ----------- | ---------------- | ---------------- | ---------------- | ---------------- | ---------------- | ------------------ | ------------------ | ------ |
| Mariama Koromma | -57 kg (k)  | Lien P 0-10      | NQ               | NQ               | NQ               | NQ               | NQ                 | 17.                | [ 1 ]  |

### Lekkoatletyka
| Zawodnik        | Konkurencja       | Runda 1 | Runda 1 | Runda 2 | Runda 2 | Półfinał | Półfinał | Finał | Finał   | Źródło |
| Zawodnik        | Konkurencja       | Wynik   | Miejsce | Wynik   | Miejsce | Wynik    | Miejsce  | Wynik | Miejsce | Źródło |
| --------------- | ----------------- | ------- | ------- | ------- | ------- | -------- | -------- | ----- | ------- | ------ |
| Georgiana Sesay | bieg na 100 m (k) | 11.99   | 15. q   | 12.15   | 72.     | NQ       | NQ       | NQ    | NQ      | [ 2 ]  |

### Pływanie
| Zawodnik    | Konkurencja           | Eliminacje | Eliminacje | Półfinał | Półfinał | Finał | Finał | Źródło |
| Zawodnik    | Konkurencja           | Czas       | Poz.       | Czas     | Poz.     | Czas  | Poz.  | Źródło |
| ----------- | --------------------- | ---------- | ---------- | -------- | -------- | ----- | ----- | ------ |
| Olamide Sam | 50 m st. dowolnym (k) | 42.87      | 78.        | NQ       | NQ       | NQ    | NQ    | [ 3 ]  |
| Joshua Wyse | 50 m st. dowolnym (m) | 27,11      | 62.        | NQ       | NQ       | NQ    | NQ    | [ 4 ]  |